# Bernd Gerken
Bernd Ludwig Gerken (* 24. Januar 1949) ist ein deutscher Chemiker, Forstzoologe, Ökologe und Naturschützer.

## Studium
Bernd Gerken studierte Naturwissenschaften an der Albert-Ludwigs-Universität Freiburg/Brsg. und zunächst Chemie. 1974 legte er das Diplom bei Hans Achenbach als Chemiker ab und wurde 1978 bei Jean-Pierre Vité mit einer forstzoologischen Dissertation über „Juvenilhormon-Analoga bei Borkenkäfern (Scolytidae)“ promoviert.

## Forschung und Naturschutz-Praxis
Nach seiner Promotion forschte Gerken als Ökologe unter anderem am Lehrstuhl für Geobotanik an der Universität Freiburg bei Otti Wilmanns, an der Bundesforschungsanstalt für Naturschutz und Landschaftsökologie (u. a. bei Werner Trautmann, BFANL) sowie an der Landesanstalt für Umweltschutz, Institut für Ökologie - bei Helmut Schönnamsgruber und Sabine Görs. Bei seinen Vegetationsstudien in den Rheinauen wurde Gerken vielfältig von Gerhard Hügin unterrichtet und hat mit ihm zusammengearbeitet. In Freiburg war er wesentlich an der von Otti Wilmanns geleiteten Pilotstudie für die Grundlagen einer landesweiten Biotopkartierung von Baden-Württemberg beteiligt, wobei es ihm gelang, als eine der wenigen Tiergruppen die Libellen in die Kartierung einzubeziehen. Zu seinen Aufgaben gehörten auch Kartierungsaufgaben in den Rheinauen zwischen Neuenburg und Karlsruhe (BFANL) und Feuchtgebieten Oberschwabens (Landkreis Ravensburg, LfU-IÖN), u. a. an Vögeln sowie Großschmetterlingen.
1983 erhielt Bernd Gerken einen Ruf auf die Professur für Allgemeine Biologie und angewandte Tierökologie an der Universität Paderborn, Abteilung Höxter, im damaligen Studiengang Landespflege (der später in Landschaftsarchitektur und Umweltplanung umbenannt wurde).
In Fortsetzung seiner Arbeiten im Schwarzwald (dort um 1980 u. a. ein Projekt zur Wiedervernässung des Eschengrundmoos) widmete sich Gerken in Höxter entsprechenden Arbeiten in Moorgebieten des Solling (Libellen des Hochmoores Mecklenbruch) und des Eggegebirges (Libellen u. a.), dort v. a. mit faunistisch-ökologischen Erhebungen bei der Wiedervernässung des Schwarzen Bruchs.
Im weiteren Verlauf widmete er sich dem Gebiet der Kulturlandschaftspflege in Agrargebieten (Flurbereinigung), dabei insbesondere der Zustandsdokumentation, Pflege und Entwicklung von Magerrasen.
Wie schon in Freiburg forschte Gerken weiter auf dem Gebiet der Auenökologie, wobei er seine Arbeit auf mehrere europäische Auengebiete ausdehnen konnte. Südlicher Oberrhein, Durance im Südosten Frankreichs, Allier und Theiß wurden und werden intensiv erforscht. Gerkens auenökologische Forschungen mündeten unter anderem in eine langfristig angelegte Zustandsdokumentation von Auenbereichen an der Oberweser, die maßgeblich durch das Bundesamt für Naturschutz gefördert wurde und in Maßnahmen zur Revitalisierung ausgewählter Gebiete erprobt und entwickelt wurden (E&E-Vorhaben Oberweserniederung; u. a. Gerken & Dörfer 2002). Ein durch Gutachten eingeleitetes Projekt zur Wiederbelebung der Altenau durch den späteren Leiter von Riverwatch Wien, Ulrich Eichelmann, konnte nach 27 Jahren im Jahr 2017 erfolgreich abgeschlossen werden (Ausführung unter wesentlicher Mitwirkung des WOL und aller relevanten Behörden und Verbänden in Ostwestfalen).
Gerken war einer der wesentlichen Initiatoren des Hutewaldprojektes im Naturpark Solling-Vogler, das als E&E-Vorhaben bis 2006 an der Hochschulabteilung Höxter geführt wurde (Gerken, Wagner, Sonnenburg 2004). Es wird seither unter der Ägide der Landesforsten Niedersachsen und des Naturparks Solling-Vogler fortgeführt. Seither wurde die ursprüngliche Projektfläche erweitert, das Projekt auf weitere Flächen in Tälern und Moorgebieten des Solling ausgedehnt, und es wurden weitere Weidetier-Rassen einbezogen. Das Projekt dient dem Fortbestand typischer Hutewaldstrukturen und ihrer Lebensgemeinschaften, wie sie sowohl von Natur aus, als auch in der von Menschen geprägten Kulturlandschaft, eine entscheidende Grundlage für die europäische Biodiversität bilden („Hutewald-Paradoxon“)l. Das Projekt zeigt eindrücklich, welche herausragende Bedeutung großen Weidetieren bei Entstehung, Bestand und Entwicklung der europäischen und letztlich weltweiten Biodiversität zukommt.
Unter anderem gehört Gerken zu einer Ökologengeneration, die sich gegen statische Auffassungen in der Vegetation richten, wie sie mit dem Begriff der potenziellen natürlichen Vegetation verbunden ist. Seiner Auffassung nach war der Wald in Europa seit der Eiszeit nicht großflächig geschlossen (z. B. als Rotbuchen-Urwald), sondern bildete in weiten Teilen eine Baumsavanne, die durch große Weidetiere offen gehalten wurde – und der Mensch wirkte frühzeitig darin mit. Aus dieser Landschaftsstruktur lässt sich die um 1850 bis 1950 in Mitteleuropa noch nachgewiesene Artenvielfalt unmittelbar ableiten – und zwar jene Artenvielfalt, die wir in den Naturschutzbestrebungen bis heute zu erhalten versuchen. Er vertritt auch die Auffassung, dass der Mensch in das Gefüge aller Lebewesen hinein gehört, und nicht als Irrläufer der Evolution missverstanden werden sollte. Die irdische Natur entfaltet sich seit 4 Milliarden Jahren zu einer auffallenden Vielfalt der Lebensformen und Ökosysteme hin. Menschen sollten daher erkennen, dass es an jeder Lebensform dieser Erde liegt, sich in ein Ganzes zu integrieren, statt eine einseitige Dominanz anzustreben. Menschen haben die Aufgabe, ihre Eingriffe in die Ökosysteme entschieden auf diese abzustimmen, statt sie dominieren zu wollen, wie es beispielsweise durch eine monotonisierende und Gift-begleitete Intensiv-Landwirtschaft und auch durch eine noch immer auf Holzackerbetrieb und Insektizide setzende Forstwirtschaft geschieht (auch 2019 und 2020 gilt es noch als akzeptabel, im Forst Pestizide einzusetzen, um mit standortfremd angebauten Holzarten „Försterwälder“ zu erhalten). Auf allen von Menschen genutzten Flächen gilt es vielmehr, der Natur die Richtungs-Weisung zu erlauben.
Kooperationspartner sind resp. waren Behörden und Verbände in Baden(-Württemberg) u. a. LfU Karlsruhe, Städte wie u. a. Höxter, Holzminden, Ämter wie u. a. WSA Oberweser, Reg.-Bez.Detmold, die ehemalige LÖLBF Recklinghausen, Ministerien in Stuttgart, Düsseldorf und Bonn, das BfN Bad Godesberg und EU sowie Verbände, wie BLVNN Freiburg, BUND, NABU Kreis Höxter, Lottostiftung, NuKLA.

## Privatinitiativen und Verbandstätigkeit
Ab 2002 konzipierte Gerken das „Zentrum für Ökologie und Gesundheit - Haliotis“ in Portugal, wo seit 2006 ein Tätigkeits-Schwerpunkt liegt. Seit dieser Zeit ist er am Aufbau des Bildungsnetzwerks „Garden of Europe“ beteiligt. Seit 2011 werden dort nahezu alljährlich Praktika zu Permakultur in versteppenden Landschaften durchgeführt, wobei auch auenökologische Fragestellungen betrachtet werden.
Sein besonderes Interessen gilt Lebensgemeinschaften und Artengruppen der Tiere in Wechselwirkung zu Vegetation, Raumstruktur, natürlicher Dynamik und kulturellem Einfluss. Große Säuger, Vögel, Amphibien und Reptilien sowie Insekten (u. a. Borkenkäfer, Holz- und Kotbewohner, Laufkäfer, Libellen, Tag- u. Nachtfalter) sind Tiergruppen, über die Gerken forscht.
Bernd Gerken begann bereits in Freiburg Vereine im Bereich angewandter Ökologie, theoretischem und praktischem Naturschutz mit-zu-gründen und zu entwickeln (Aktion Umweltschutz Freiburg, AGN Freiburg – Naturschutz-Grundlagen und Praxis (1976), GdO – Libellenkunde, später Fördergemeinschaft Tierökologie (Höxter 1987) und war zeitweilig Vorsitzender des NABU-Kreisverbandes Höxter).
Ab 1981 bis heute organisiert er Fachtagungen und internationale Symposien (u. a. zur Moorökologie/DGMT, Libellenökologie/GdO, Weidelandschaftsökologie/Naturpark Solling-Vogler, zu UVP (mit UVP-Verein u. a.) und schwerpunktmäßig zu Auenökologie und Fließgewässerkunde (mit BfN, AAT Jena, NuKLA e.V. Leipzig). Daraus entstanden seither mehrere Tagungsbände und Publikationen im Artenschutzreport (Jena). Zudem ist er als Vortragender über Ergebnisse seiner Forschungen in Portugal und zu den Themen „Auen in Europa“, „Weidelandschaften für Biodiversität“ und „Artenschutz“ sowie über „Permakultur für versteppende Landschaft“ bekannt.
Seit 2003 ist Gerken nach eigener Schilderung ein „Wanderer zwischen den Welten“ oder „reisender Ökologe“, der seither „im Jahreslauf durch Mittel- und Westeuropa sowie Brasilien und Paraguay zu Seminaren, Vorträgen, Wanderungen, Familien- und Freundestreffen und Ausstellungen“ pendelt – und bei letzteren gelegentlich Zeichnungen und Gemälde präsentiert („nach der Natur malen und zeichnen“, Ausstellungen in Höxter, Lagoa (P), Messines (P), Königstein/Ts, mehrere Kalender und bisher zwei Bücher).
Seit 2017 wirkt Gerken als Gründungsleiter des „Sächsischen Aueninstituts für Mitteldeutschland“, 2019 in „Aueninstitut für Lebendige Flüsse, Leipzig“ umbenannt, das in freier Trägerschaft vom Verein Natur und Kunst Leipziger Auenwald e.V., Leipzig, ins Leben gerufen wurde. Zu seinen dortigen Aufgaben zählen Beiträge zum Schutz und zur umfassenden Revitalisierung des Leipziger Auwaldes, insbesondere der den Auwald nährenden Gewässer Weiße Elster, Pleiße, Parthe und Luppe, und die Ausrichtung von Fortbildungs- und Informationsveranstaltungen.
Seit 2017 beteiligt sich Gerken an auenökologischen Projektarbeiten im Auftrag von Riverwatch, Wien, so z. B. zum Schutz des Wildflusses Vjosa (Albanien), dessen Auen-Lebensräume durch ein geplantes Staudammprojekt stark beeinträchtigt würden.